# Décès en août 1960
Décès
- 1956
- 1957
- 1958
- 1959
- 1960
- 1961
- 1962
- 1963
- 1964

Pour une information complémentaire, voir la page d'aide.

| Date    | Nom         | Pays                   | Activités                                                 | Âge | Source |
| ------- | ----------- | ---------------------- | --------------------------------------------------------- | --- | ------ |
| 10 août | Frank Lloyd | Drapeau du Royaume-Uni | Réalisateur, producteur, scénariste et acteur britannique | 74  |        |